# La Hierba Santa
La Hierba Santa är en ort i Mexiko.   Den ligger i kommunen San Pedro Jicayán och delstaten Oaxaca, i den sydöstra delen av landet, 300 km söder om huvudstaden Mexico City. La Hierba Santa ligger 191 meter över havet och antalet invånare är 178.
Terrängen runt La Hierba Santa är kuperad åt nordost, men åt sydväst är den platt. Runt La Hierba Santa är det ganska tätbefolkat, med 111 invånare per kvadratkilometer. Närmaste större samhälle är Santiago Pinotepa Nacional, 15,8 km söder om La Hierba Santa. Omgivningarna runt La Hierba Santa är en mosaik av jordbruksmark och naturlig växtlighet.